# Flamenco, Flamenco
Série
Flamenco
(1995)
Pour plus de détails, voir Fiche technique et Distribution.
Flamenco, Flamenco est un film espagnol réalisé par Carlos Saura, sorti en 2010.

## Synopsis
Quinze ans après Flamenco, un regard sur la nouvelle scène du flamenco.

## Fiche technique
- Titre original : Flamenco, Flamenco
- Réalisation : Carlos Saura
- Scénario : Carlos Saura
- Photographie : Vittorio Storaro
- Son : Jorge Marín
- Montage : Vanessa Marimbert
- Direction musicale : Isidro Muñoz
- Production : Juan Jesús Caballero, Javier Sánchez García
- Production exécutive : Carlos Saura Medrano, Leslie Calvo
- Société de production : General de Producciones y Diseno
- Société de distribution : Bodega Films (France)
- Pays de production :  Espagne
- Langue originale : espagnol
- Format : couleur — 35 mm — 1,85:1
- Genre : documentaire
- Durée : 97 minutes
- Dates de sortie : 
  - Japon : 17 septembre 2010 (Latin Beat Film Festival)
  - France : 5 novembre 2010 (Festival Espagnolas en Paris) ; 14 décembre 2011 (en salles)
  - Espagne : 11 novembre 2010 (Festival de Séville) ; 19 novembre 2010 (en salles)

## Distribution
- Sara Baras
- José Miguel Carmona
- Montse Cortés
- Paco de Lucía
- Farruquito
- Israel Galván
- José Mercé
- Estrella Morente
- Soledad Morente
- Niña Pastori
- Miguel Poveda
- Manolo Sanlúcar
- Tomatito
- Eva Yerbabuena
- Antonio Zúñiga